# Ferroviário AC (CE)
Der Ferroviário Atlético Clube, in der Regel nur kurz Ferroviário genannt, ist ein Fußballverein aus Fortaleza im brasilianischen Bundesstaat Ceará.

## Erfolge
- Staatspokal von Ceará: 2018, 2020, 2024
- Série D: 2018, 2023
- Staatsmeisterschaft von Ceará: 1945, 1950, 1952, 1968, 1970, 1979, 1988, 1994, 1995
- Staatsmeisterschaft von Ceará-Second Division: 1937

## Trainerchronik
Stand: 20. September 2023
| Trainer            | Nation              | von                | bis                |
| ------------------ | ------------------- | ------------------ | ------------------ |
| Pablo Centrone     | Argentinien Italien | 1. Juli 1997       | 30. Juni 2000      |
| Toninho Moura      | Brasilien           | 1. Januar 2005     | 31. Dezember 2005  |
| Toninho Moura      | Brasilien           | 1. Juli 2009       | 31. Dezember 2009  |
| Joel Cornelli      | Brasilien           | 29. April 2011     | 31. August 2011    |
| Ademir Fonseca     | Brasilien           | 30. Januar 2018    | 5. April 2018      |
| Marcelo Vilar      | Brasilien           | 30. Mai 2018       | 25. Juni 2019      |
| Maurilio           | Brasilien           | 6. April 2018      | 29. Mai 2018       |
| Leandro Campos     | Brasilien           | 25. Juni 2019      | 2. August 2019     |
| Marcelo Veiga      | Brasilien           | 31. Juli 2019      | 19. September 2019 |
| Zé Teodoro         | Brasilien           | 26. September 2019 | 31. Januar 2020    |
| Marcelo Vilar      | Brasilien           | 26. Juni 2020      | 30. November 2020  |
| Totonho            | Brasilien           | 1. Dezember 2020   | 6. Dezember 2020   |
| Francisco Diá      | Brasilien           | 13. Januar 2021    | 5. September 2021  |
| Anderson Batatais  |                     | 9. September 2021  | 6. Februar 2022    |
| Paulinho Kobayashi | Brasilien Japan     | 7. Februar 2022    | 16. März 2022      |
| Roberto Fonseca    | Brasilien           | 5. April 2022      | 12. Juni 2022      |
| Sidney Moraes      | Brasilien           | 17. Juni 2022      | 4. Juli 2022       |
| Francisco Diá      | Brasilien           | 11. Juli 2022      | 31. Dezember 2022  |
| Paulinho Kobayashi | Brasilien Japan     | 4. Januar 2023     |                    |